# Bardiani CSF/2015
Deze pagina geeft een overzicht van de Bardiani CSF-wielerploeg in 2015.

## Algemene gegevens
Algemeen manager: Roberto Reverberi
Ploegleider: Bruno Reverberi, Mirko Rossato
Fietsmerk: Cipollini
Kopman: Francesco Manuel Bongiorno

## Transfers
| Inkomend           | Team 2014                                 | Uitgaand          | Team 2015           |
| ------------------ | ----------------------------------------- | ----------------- | ------------------- |
| Luca Chirico       | MG Kvis-Wilier                            | Marco Coledan     | Trek Factory Racing |
| Luca Sterbini      | Team Palazzago                            | Marco Canola      | Unitedhealthcare    |
| Alessandro Tonelli | Zalf-Euromobil-Désirée-Fior               | Filippo Fortin    | GM Cycling Team     |
| Paolo Simion       | Mastromarco Chainti Sensi Benedetti+Stage | Paolo Colonna     | Onbekend            |
| Simone Sterbini    | Team Palazzago+Stage                      | Donato De Jeso    | Onbekend            |
| Simone Andreetta   | Zalf-Euromobil-Désirée-Fior               | Angelo Pagani     | Gestopt             |
|                    |                                           | Stefano Locatelli | Gestopt             |

## Renners
| Naam                       | Geboortedatum | Nationaliteit | Ploeg 2014                                |
| -------------------------- | ------------- | ------------- | ----------------------------------------- |
| Simone Andreetta           | 30-08-1993    | Italië        | Zalf-Euromobil-Désirée-Fior               |
| Enrico Barbin              | 04-03-1990    | Italië        |                                           |
| Enrico Battaglin           | 17-11-1989    | Italië        |                                           |
| Nicola Boem                | 27-09-1989    | Italië        |                                           |
| Francesco Manuel Bongiorno | 01-09-1990    | Italië        |                                           |
| Luca Chirico               | 16-07-1992    | Italië        | MG Kvis-Wilier                            |
| Sonny Colbrelli            | 14-05-1990    | Italië        |                                           |
| Andrea Manfredi            | 10-02-1992    | Italië        |                                           |
| Andrea Piechele            | 29-06-1987    | Italië        |                                           |
| Stefano Pirazzi            | 11-03-1987    | Italië        |                                           |
| Nicola Ruffoni             | 14-12-1990    | Italië        |                                           |
| Paolo Simion               | 10-10-1992    | Italië        | Mastromarco Chainti Sensi Benedetti+Stage |
| Luca Sterbini              | 12-11-1992    | Italië        | Team Palazzago                            |
| Simone Sterbini            | 11-12-1993    | Italië        | Team Palazzago                            |
| Alessandro Tonelli         | 29-05-1992    | Italië        | Zalf-Euromobil-Désirée-Fior               |
| Edoardo Zardini            | 02-11-1989    | Italië        |                                           |

## Overwinningen
Ronde van Italië
10e etappe: Nicola Boem
Ronde van de Limousin
1e etappe: Sonny Colbrelli
Eindklassement: Sonny Colbrelli
Grote Prijs Bruno Beghelli
Winnaar: Sonny Colbrelli
2000 · 2001 · 2002 · 2003 · 2004 · 2005 · 2006 · 2007 · 2008 · 2009 · 2010 · 2011 · 2012 · 2013 · 2014 · 2015 · 2016 · 2017 · 2018 · 2019 · 2020 · 2021 · 2022 · 2023 · 2024 · 2025